# Högholmen (vid Obbnäs, Kyrkslätt)
För andra betydelser, se Högholmen (olika betydelser).
Högholmen, finska: Korkeasaari, är en ö i Finland. Den ligger i Finska viken och i kommunen Kyrkslätt i landskapet Nyland, i den södra delen av landet. Ön ligger omkring 39 kilometer sydväst om Helsingfors.
Öns area är 4,1 hektar och dess största längd är 440 meter i nord-sydlig riktning.